# Rutyl

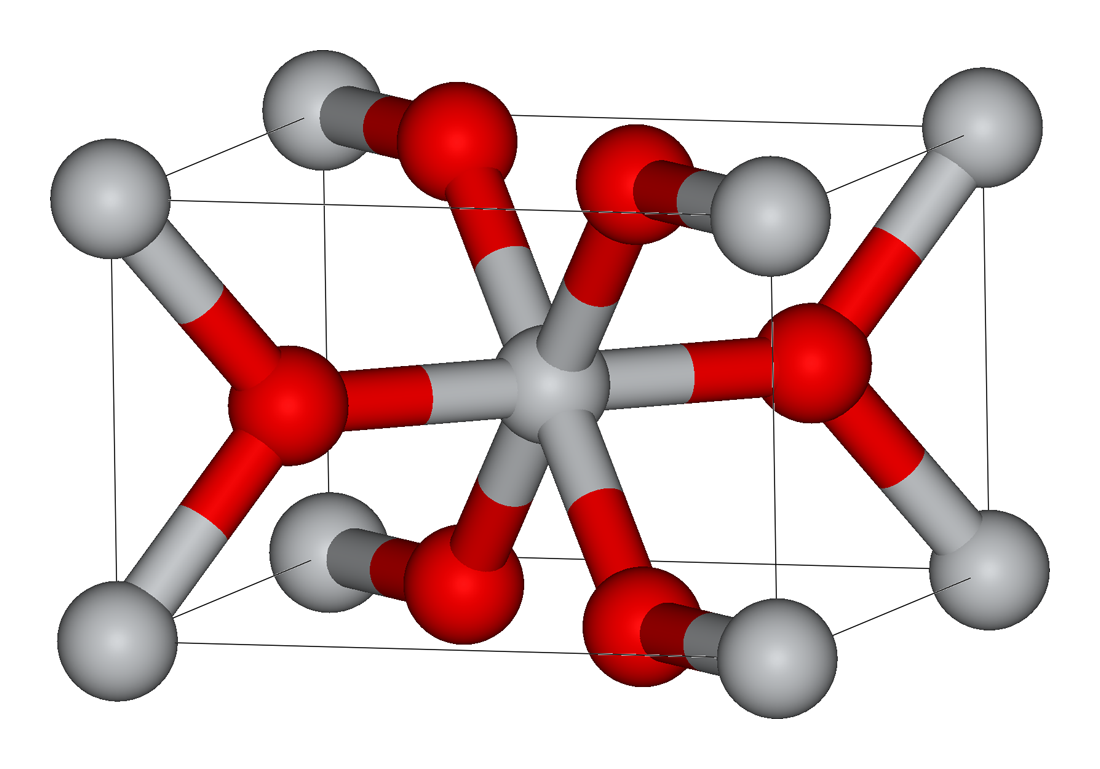
Komórka elementarna rutylu

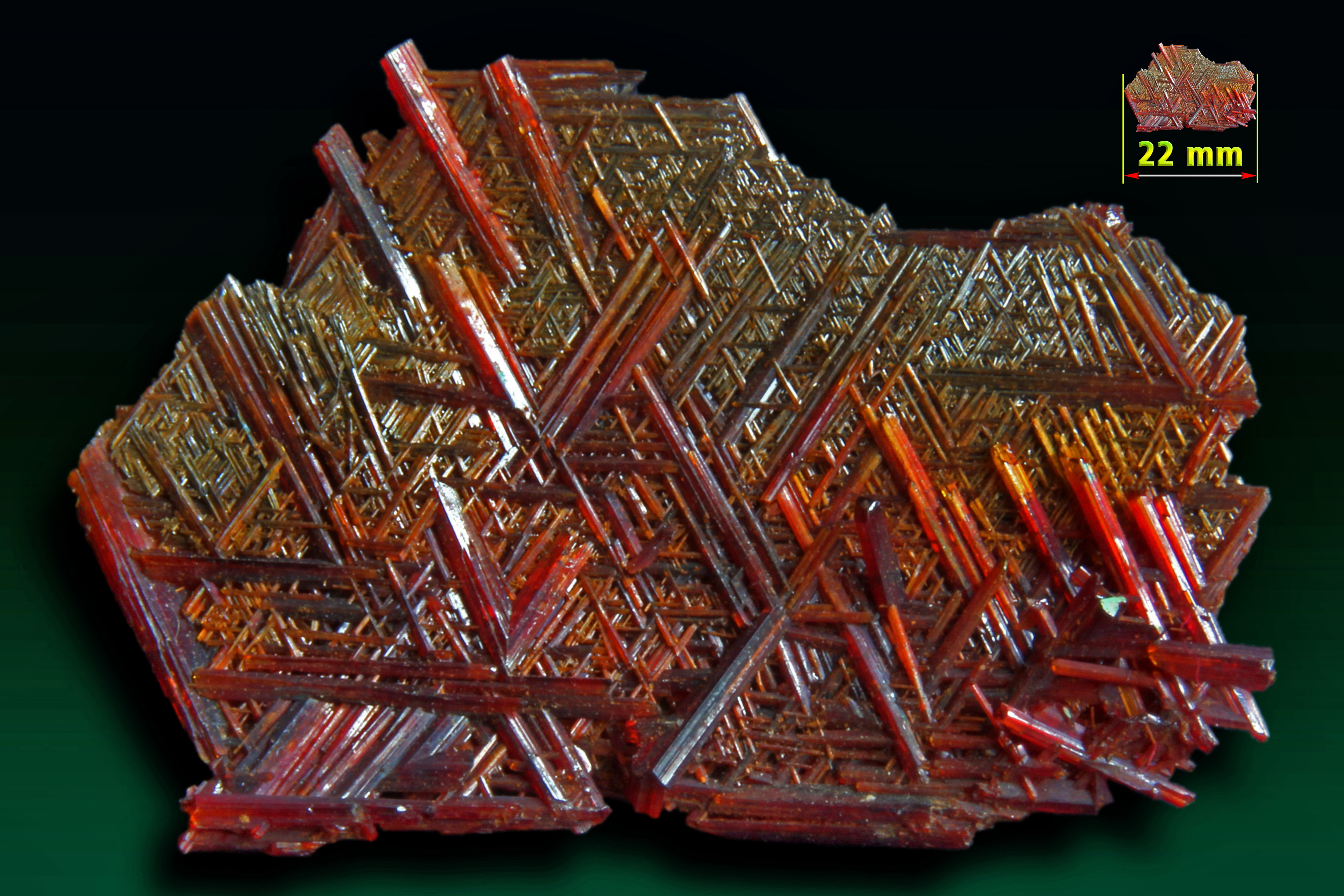
Rutyl - Shigar Valley, Skardu, Pakistan.

Rutyl – minerał z gromady tlenków. Jest minerałem bardzo pospolitym, szeroko rozpowszechnionym składnikiem wielu skał.
Nazwa pochodzi od łac. rutilus = czerwony (gorejący), nawiązując do barwy niektórych odmian tego minerału.

## Właściwości
- wykazuje dwójłomność, współczynniki załamania: no = 2,616 i ne = 2,903 (długość fali ~ 590 nm)

Zazwyczaj tworzy kryształy o pokroju słupkowym, pręcikowym, igiełkowym, włosowatym. Ma zazwyczaj postać słupa tetragonalnego (o przekroju kwadratu) zakończonego podwójną piramidą. Często tworzy zbliźniaczenia – kolankowe, czasami wielokrotne. Występuje w skupieniach zbitych, ziarnistych, włóknistych. Tworzy impregnacje. Spotkać go można także w postaci pojedynczych ziarn.
Jest izostrukturalny z kasyterytem. Nie rozpuszcza się w kwasach, ma bardzo wysoką temperaturę topnienia.
- Czysty rutyl spotykany w przyrodzie jest przezroczysty, a wszelkie jego barwne odmiany wynikają z zanieczyszczeń, jakie w nim się znajdują. W zależności od rodzaju zanieczyszczenia może przyjmować on barwę czerwonoczarną i brunatnoczerwoną, rzadziej niebieskawą, zielonkawą, żółtobrązową lub czarną.

- Często tworzy wrostki w różnych minerałach, głównie w kwarcu : kwarc rutylowy, kwarc sagenitowy, „włosy Wenus” (inaczej „włosy anielskie”); niekiedy powoduje efekt kociego oka bądź asteryzmu.

- Rutyl jest najtrwalszą, wysokotemperaturową, najbardziej rozpowszechnioną w przyrodzie odmianą dwutlenku tytanu (pozostałe to anataz i brukit).
- Rutyl posiada najprostszą i najlepiej poznaną strukturę w porównaniu z pozostałymi odmianami polimorficznymi. Krystalizuje w układzie tetragonalnym.

- Struktura rutylu jest bardzo charakterystyczna i krystalizuje w niej wiele tlenków: SnO2, PbO2, MnO2, CoO2, NbO2, IrO2, RuO2, VO2, jak również niektóre fluorki: MgF2, CoF2, ZnF2, FeF2, NiF2.

Parametry komórki elementarnej to:
a = 0,45933 nm
b = 0,45933 nm
c = 0,29592 nm

## Występowanie
Stanowi bardzo pospolity, szeroko rozpowszechniony składnik większości skał magmowych i metamorficznych. Duże kryształy spotykane są w niektórych pegmatytach, sjenitach, amfibolach. Zazwyczaj współwystępuje z magnetytem, hematytem, tytanitem, apatytem.
Miejsca występowania: Największe zasoby znajdują się w Australii, Republice Południowej Afryki i Indiach, poza tym występuje w Szwajcarii – St. Gothard, Binnatal, Cavradi, Campolugno, Austrii – Modriach, Tyrol, Norwegii – Foque, Kragero, Rosji -G.Ilmeńskie, Ural, USA – Wirginia, Georgia, Kalifornia, Australii – Adelaide, Kanadzie – Quebec.
W Polsce na Dolnym Śląsku, w Tatrach, Pieninach, G. Sowich. Kryształy igiełkowe – w G. Izerskich, okolicach Suwałk.

## Zastosowanie
W przeszłości był stosowany w metalurgii jako ruda tytanu (60%Ti). Obecnie niemal cały naturalny i syntetyczny rutyl jest zużywany w przemyśle chemicznym do produkcji bieli tytanowej (pigmentu do farb, tworzyw sztucznych, papieru i ceramiki).
Niewielkie ilości rutylu są stosowane w przemyśle szklarskim, m.in. do wyrobu powłok pochłaniających promieniowanie nadfioletowe.
Ponadto rutyl ma dość duże znaczenie w jubilerstwie jak i kolekcjonerstwie minerałów. Kwarc rutylowy jest dość poszukiwanym kamieniem ozdobnym. Szafiry, rubiny i inne kamienie szlachetne zawierające w swoim składzie chemicznym nici rutylu są cenniejsze i bardziej poszukiwane od kamieni szlachetnych nieposiadających go, ze względu na efekt asteryzmu.